# Claudio Coldebella
Claudio Coldebella, né le 25 juin 1968, à Castelfranco Veneto, en Italie, est un joueur, entraîneur et dirigeant de basket-ball italien. Il évolue durant sa carrière au poste de meneur. Il est actuellement directeur général de Pallacanestro Varese.

## Palmarès
- Finaliste du championnat d'Europe 1997
- Vainqueur des Jeux méditerranéens de 1993
- Finaliste des Goodwill Games de 1994
- Coupe des coupes 1990
- Champion d'Italie 1993, 1994, 1995
- Coupe d'Italie 1990
- Supercoupe d'Italie 1995
- Coupe de Grèce 1999